# 2-メチルピラジン
2-メチルピラジン（英: 2-Methylpyrazine）は、C5H6N2で表されるピラジン誘導体の一つである。

## 香り
アルキルピラジン類には芳香を持つものが多く、本物質もナッツあるいはココアのような香りを持つ。天然にはアスパラガスや生のラッカセイ中に存在し、牛肉、エビ、ジャガイモ等の加熱調理、コーヒーやカカオ等の焙煎など、糖およびアミノ酸を含む食品の加熱により容易に生成する。加工食品用のフレーバーとして幅広く使用され、アメリカ合衆国での使用例としては清涼飲料、アイスクリーム、焼き菓子、肉製品、スープなどにそれぞれ10ppmほど添加される。日本では、2010年（平成22年）5月22日に食品の着香を目的とした食品添加物の認可を得た。

## 安全性
ピラジン環の2位にメチル基が置換した構造を持つ。体内ではメチル基が酸化され、ピラジンカルボン酸となり排泄される。また、一部はグリシン抱合体に変換されたのちに排泄される。FAO/WHO合同食品添加物専門家会議の調査によると、1995年のアメリカ合衆国における一人一日当たりの推定摂取量は7µg、ヨーロッパでは20µgと考えられている。アメリカでは、2-メチルピラジンの摂取量のうち食品中に元来存在する成分としてのものは、意図的に添加されたものの約2,300倍であると報告されている。想定される本物質の推定摂取量（7～20µg/人/日）は、一日摂取許容量（540µg/人/日）を大幅に下回るため、食品の着香目的で使用される場合には安全性の懸念はないと考えられている。
引火点は50℃であり、日本の消防法では危険物第4類第二石油類（水溶性）に区分される。